# Francisco Javier Velázquez López
Francisco Javier Velázquez López (Castilblanco de los Arroyos, provincia de Sevilla, 3 de junio de 1951) es un alto funcionario y político español.

## Biografía
Nació en Castilblanco de los Arroyos. Tras licenciarse en Ciencias Políticas y Económicas, accedió a la condición de funcionario tras aprobar las oposiciones al Cuerpo Superior de Administradores Civiles del Estado.
A lo largo de su carrera en la Administración General del Estado, fue nombrado, en diciembre de 1982, Director del Gabinete del Secretario de Estado para la Administración Pública, a la sazón, Francisco Ramos Fernández-Torrecilla. Cinco años después, el entonces ministro para las Administraciones Públicas Joaquín Almunia lo nombra director general de Cooperación Territorial, cargo en el que permanece durante un año para pasar, en 1988, a la Delegación del Gobierno en las Sociedades Concesionarias de Autopistas Nacionales de Peaje. Entre 1991 y 1995 fue director general de Servicios del Ministerio de Agricultura, Pesca y Alimentación.
Durante los Gobiernos de José María Aznar, entre 1996 y 2004, ocupó el puesto de subdirector general adjunto de Selección de Recursos Humanos en la Dirección General de la Función Pública, regresando a la primera línea de la carrera administrativa tras la victoria del PSOE en las elecciones generales de 2004. El 19 de abril de 2004 fue designado por el Consejo de Ministros Secretario general para la Administración Pública.
Dos años más tarde pasa al Ministerio del Interior como director general de Protección Civil y Emergencias y el 21 de abril de 2008 es nombrado director general de la Policía y de la Guardia Civil, cargo que ejerce hasta diciembre de 2011.
Posteriormente fue vocal del Instituto Nacional de Administración Pública. En el 2017 fue elegido por unanimidad Secretario General del Centro Latinoamericano de Administración para el Desarrollo (CLAD).

## Premios
- Gran Cruz de la Orden del Mérito Civil (2008).
- Orden de la Legión de Honor francesa (2012)